# Sannazzaro de’ Burgondi
Sannazzaro de’ Burgondi – miejscowość i gmina we Włoszech, w regionie Lombardia, w prowincji Pawia.
Według danych na rok 2004 gminę zamieszkiwało 5796 osób, 252 os./km².